# Westliche Karwendelspitze
Die Westliche Karwendelspitze ist ein 2385 m ü. A. hoher Berg im Karwendel an der Grenze zwischen Bayern und Tirol. Der Gipfel ist Teil der Nördlichen Karwendelkette und liegt zwischen dem Karwendeltal und dem Isartal im Westen oberhalb von Mittenwald, von wo aus er mit einer Seilbahn erreichbar ist. Von der Bergstation der Karwendelbahn führt ein teilweise drahtseilversicherter Steig in etwa 20 Minuten zum Gipfel. Besteigungen ohne Seilbahn führen meist von Mittenwald durch das Dammkar oder etwas anspruchsvoller und direkter über den Karwendelsteig, der an der Mittenwalder Hütte vorbeiführt.
In der Einschartung zwischen der Westlichen Karwendelspitze und der Nördlichen Linderspitze (2372 m ü. A.) beginnt neben dem Heinrich-Noe-Weg zur Brunnsteinhütte auch der bekannte Mittenwalder Höhenweg. Das nördliche Ende des Steigs – nicht wie oft angenommen der eigentliche Einstieg – liegt dabei auf dem Gipfel der Westlichen Karwendelspitze.
Ähnlich große Bedeutung wie der Mittenwalder Klettersteig im Sommer hat im Winter das Dammkar als Deutschlands längste Skitour und Freeride-Abfahrt.
1931 gelang den Mittenwaldern Hermann Lanzl und Matthias Krinner die erste direkte Abfahrt von der Westlichen Karwendelspitze über die Wanne hinab nach Mittenwald.